# Industria bottoni Ambrogio Binda
L'industria bottoni Ambrogio Binda, dal 1847 fino all'unità d'Italia Imperial Regia Fabbrica di bottoni Ambrogio Binda, fu un'azienda produttrice di passamanerie fondata a Milano nel 1829 da Ambrogio Binda.

## Storia
Dopo aver accumulato esperienza presso un negozio di passamanerie, Ambrogio Binda decise nel 1829 di mettersi in proprio e produrre autonomamente merce per vari negozi di tessuti. La richiesta dei suoi prodotti aumentò negli anni seguenti in misura da dove far traslocare lo stabilimento due volte nel giro di cinque anni. Nel 1847, ancora nel primo stabilimento presso il ponte di San Celso, lo stabilimento occupava 145 operai.
Poco dopo avvenne il trasloco nella fabbrica situata in corso di porta Romana 122, ancora oggi visibile e adibito ad abitazione. La fabbrica era disposta su quattro saloni corrispondenti ai quattro piani del palazzo: più adatto al nuovo sviluppo, il fabbricato consentì all'azienda di occupare nel 1858 oltre 600 operai, in parte di nazionalità svizzera, francese e inglese, che lavoravano su macchinari moderni copiati dai disegni di varie ditte estere.
Nel 1874 la ditta passò ai figli di Ambrogio Binda, per poi passare anni dopo sotto la direzione unica del figlio Cesare. Nei primi del novecento la ditta costruì uno stabilimento a Palazzolo sull'Oglio, mentre la ditta ottenne importanti commesse dall'esercito italiano. La produzione continuò fino al 1953, quando dopo vari passaggi di proprietà la ditta fu messa in liquidazione.